# 8719 Vesmír
8719 Vesmír è un asteroide della fascia principale. Scoperto nel 1995, presenta un'orbita caratterizzata da un semiasse maggiore pari a 2,6448815 UA e da un'eccentricità di 0,2029589, inclinata di 11,87246° rispetto all'eclittica.